# Blitmondo
Blitmondo (o Blimondo; ... – 660) fu abate dell'abbazia di Saint-Valery-sur-Somme, in Alta Francia. È venerato come santo dalla Chiesa cattolica, che lo commemora il 3 gennaio.

## Biografia

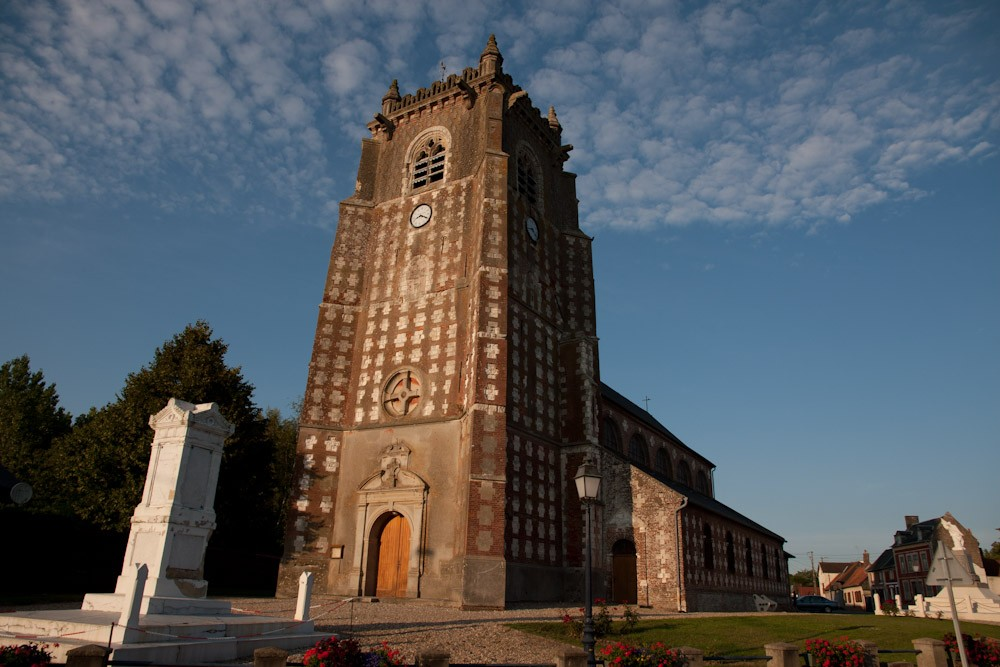
La chiesa di Saint-Blimont

Di famiglia nobile francese, Blitmondo (nome germanico, da blid, "felice", e mund, "protezione", "difesa") già in gioventù decise di ritirarsi a vita eremitica lungo le rive della Somme presso Leuconay (l'odierna Saint-Valery-sur-Somme), dove nel 611 costruì una cappella con annesse due celle. Lì acquisì fama di sant'uomo, in particolare dopo aver resuscitato un impiccato, e in breve tempo si raccolse attorno a lui una piccola comunità di seguaci riunita in un monastero.
Per motivi non spiegati, venne colpito da una paralisi alle gambe, che gli venne guarita da san Valerico nel 615; a questo punto entrò nel monastero di Valerico, succedendogli come abate nel 622 fino alla distruzione del monastero stesso causata da alcuni pagani del luogo verso il 623. Assieme ad altri monaci, Blitmondo si spostò quindi nell'abbazia di Bobbio, seguendo la regola colombaniana e divenendo studente spirituale di sant'Attala. Alla morte di questi nel 627 fece ritorno a Leuconay, vivendo nuovamente da eremita per un anno; ottenuto il permesso di ricostruire l'abbazia, ne divenne il primo abate, morendo nel 660 per cause naturali.

### Culto
La storia di san Blitmondo è citata sia nella Vita Athalae scritta da Giona di Bobbio, sia nella Vita Walarici abbatis Leuconaensis, di autore anonimo del X secolo. Le sue reliquie, prima conservate nell'abbazia di Saint-Valery-sur-Somme, sono state traslate a Saint-Blimont, di cui è patrono; la traslazione è festeggiata localmente (a Saint-Blimont e Saint-Valery-sur-Somme) il 31 agosto.